# A Flash Flood of Colour
A Flash Flood of Colour – trzeci album studyjny brytyjskiego zespołu Enter Shikari, wydany 16 stycznia 2012 roku. Pomimo kolejnej zmiany stylu muzycznego, album został bardzo dobrze przyjęty. A Flash Flood of Colour został wydany w wersji standardowej, Deluxe, oraz w wersji Redux, która zawiera utwory koncertowe i remiksy zawarte we wszystkich singlach.

## Lista utworów
1. "System..." - 1:57
2. "...Meltdown" - 3:24
3. "Sssnakepit" - 3:26
4. "Search Party" - 4:06
5. "Arguing with Thermometers" - 3:22
6. "Stalemate" - 4:18
7. "Gandhi Mate, Gandhi" - 4:26
8. "Warm Smiles Do Not Make You Welcome Here" - 4:36
9. "Pack of Thieves" - 3:58
10. "Hello Tyrannosaurus, Meet Tyrannicide" - 3:44
11. "Constellations" - 4:59

Wydanie Deluxe
1. "Quelle Surprise" - 4:35
2. "Destabilise" - 4:31
3. "Quelle Surprise" (Rout VIP Mix) - 5:19
4. "Intro/Destabilise" (na żywo z the Electric Ballroom, Październik 2011) - 6:17
5. "Sssnakepit" (na żywo z the Electric Ballroom, Październik 2011) - 3:33
6. "Quelle Surprise" (na żywo z the Electric Ballroom, Październik 2011) - 7:23
7. "OK, Time for Plan B" (na żywo z the Electric Ballroom, Październik 2011) - 5:11